# Bibliothèque nationale (Turquie)
 (mars 2023).
Si vous disposez d'ouvrages ou d'articles de référence ou si vous connaissez des sites web de qualité traitant du thème abordé ici, merci de compléter l'article en donnant les références utiles à sa vérifiabilité et en les liant à la section « Notes et références ».
La bibliothèque nationale (en turc : Millî Kütüphane) est un établissement public turc fondé en 1946 et basé à Ankara. Elle relève du ministère turc de la Culture et du Tourisme.

## Historique
La Bibliothèque nationale de Turquie, établie dans le quartier de Çankaya de la ville d'Ankara, a été créée le 15 avril 1946 sous l'égide du ministère de l'Éducation par le biais de la Direction des publications. La bibliothèque disposait initialement de 8 000 ouvrages imprimés, mais au cours de la première année, elle avait dépassé la capacité que requiert le bâtiment d'origine, et afin de rendre la collection accessible au public, elle a été déplacée dans un bâtiment temporaire le 17 avril 1947. Bientôt, la taille des collections a atteint 60 000 ouvrages. Elle a ouvert ses portes officiellement, le 16 août 1948. Le bâtiment est maintenant utilisé comme bibliothèque publique provinciale d'Ankara. La Bibliothèque nationale a acquis une personnalité juridique indépendante du ministère de l'Éducation nationale par le biais d'une loi adoptée par la Grande Assemblée nationale, le 23 mars 1950. Neuf jours plus tard, la loi est entrée en vigueur et a été publiée dans le Journal officiel de la république de Turquie.
Les plans de construction d'un nouveau bâtiment destiné à la Bibliothèque nationale ont commencé en 1965, après avoir réalisé que le bâtiment existant ne répondrait pas aux exigences à l'avenir. La construction a commencé en 1973 et a été achevée le 5 août 1983. Depuis son achèvement, la bibliothèque met à disposition de ses usagers, environ 39 000 mètres carrés d'espace.
Selon la loi de 1934 sur la compilation d'articles imprimés et de photos, il est obligatoire d'envoyer une copie de chaque travail publié dans le pays à la Bibliothèque nationale. Selon les données de 2017, il y a 4 087 909 manuscrits et ouvrages imprimés dans l'archive de la bibliothèque. Selon les statistiques de la même année, le nombre d'usagers de la Bibliothèque nationale, qui compte 26 478 membres enregistrés, est de 629 905 lecteurs.
La bibliothèque est membre de la Conférence des bibliothèques nationales européennes (CENL) et d'Europeana. Elle est membre des organisations de catalogue collectif national en Turquie. Son statut et ses missions actuelles ont été définies, le 18 mai 1955.

## Présidence
Le président de la bibliothèque nationale est depuis 2013 Zekeriya Batmazoğlu.